# Hadena avempacei
Hadena avempacei là một loài bướm đêm trong họ Noctuidae.